# Burni Petongalang
Burni Petongalang är ett berg i Indonesien.   Det ligger i provinsen Aceh, i den västra delen av landet, 1 600 km nordväst om huvudstaden Jakarta. Toppen på Burni Petongalang är 1 740 meter över havet, eller 348 meter över den omgivande terrängen. Bredden vid basen är 15,0 km.
Terrängen runt Burni Petongalang är kuperad österut, men västerut är den bergig.Runt Burni Petongalang är det mycket glesbefolkat, med 4 invånare per kvadratkilometer. Omgivningarna runt Burni Petongalang är en mosaik av jordbruksmark och naturlig växtlighet.